# Ford County, Illinois
Ford County är ett county i delstaten Illinois i USA. Den administrativa huvudorten (county seat) är Paxton. 
Countyt grundades 1859 och har fått sitt namn efter guvernör Thomas Ford.

## Politik
Ford County tenderar att rösta på republikanerna i politiska val.
Republikanernas kandidat har vunnit rösterna i countyt i samtliga presidentval sedan valet 1892 utom vid två tillfällen: 1912 och 1932.

## Geografi
Enligt United States Census Bureau har countyt en total area på 1 260 km². 1 258 km² av den arean är land och 1 km² är vatten.

### Angränsande countyn
- Kankakee County - nord
- Iroquois County - öst
- Vermilion County - sydost
- Champaign County - syd
- McLean County - sydväst
- Livingston County - väst